# Jacek Gajewski (historyk)
Jacek Krzysztof Gajewski (ur. w 1947) – polski historyk sztuki. Ukończył studia na Uniwersytecie Warszawskim w zakresie historii sztuki. W 1982 zdobył stopień doktora nauk humanistycznych. Zainteresowania naukowe koncentruje głównie na sztuce doby nowożytnej (problematyka formalna, zagadnienia ideowo-treściowe, mecenat i polityka artystyczna dworu i magnaterii w XVIII w.) i dotyczą zagadnień kultury artystycznej. Członek Międzynarodowego Stowarzyszenia CERCOR.

## Wybrane publikacje
- Kościół i klasztor kamedułów na Bielanach pod Krakowem w świetle materiałów archiwalnych. „Biuletyn Historii Sztuki”. R. 38. 1976, nr 4[1].
- O kilku portretach Jana Kazimierza. Przyczynek do twórczości Daniela Schultza i ikonografii króla. „Biuletyn Historii Sztuki”. R. 39, 1977, nr 1[2].
- Hondius czy Schultz autorem studium portretowego Karola Ferdynanda Wazy? [W:] Pro Fide, Rege et Grege. Prace ofiarowane Profesorowi Jerzemu Lileyce. Lublin 1999 (wyd. 2000), s. 181–192.
- Kameduli – sztuka. [W:] Encyklopedia Katolicka. T. 8. Lublin 2000 (wyd. 2001), s. 184–188.
- Lwowska rzeźba rokokowa. Kilka uwag do zagadnienia genezy zjawiska. [W:] Sztuka ziem wschodnich Rzeczypospolitej XVI–XVIII wieku. Lublin 2000 (wyd. 2001), s. 426–447.
- Cztery figury w kościele św. Barbary w Krakowie. [W:] Prace ofiarowane Jerzemu Paszendzie SJ z okazji siedemdziesiątej rocznicy urodzin. Lublin 2002 (wyd. 2004), s. 426–447.
- Portret w Polsce doby unii polsko – saskiej, „Arteria” 2, 2004, s. 6–13.
- Kategorie czasu i przestrzeni w obrazowaniu systemu władzy. Warszawa rezydencjonalna XVI–XVIII wieku. [W:] Mazowsze na pograniczu kultur w średniowieczu i nowożytności. Materiały z konferencji naukowej. Pułtusk, Akademia Humanistyczna im. Aleksandra Gieysztora, 2007.
- Sztuka na Mazowszu w dobie nowożytnej. [W:] Dzieje Mazowsza, red. H. Samsonowicz, t. 2.
- Sztuka w biskupim Pułtusku. [W:] Dzieje Pułtuska, red. J. Szymański, t. 1.
- Sztuka w powiatowym Pułtusku. [W:] Dzieje Pułtuska, red. J. Szymański, t. 2.
- Portret w Polsce doby unii polsko-saskiej. „Arteria” 2004, nr 2(2), s. 6–13.
- Bażanka i Bai – uczniowie Andrea Pozzo w Rzymie i ich wspólna (?) podróż do Polski (uwagi do biografii). „Arteria” 2006, nr 4(4), s. 77–88.
- Ut melius excitatur... Fenomen lwowskiej rzeźby rokokowej. „Arteria” 2008.

Oprócz publikacji – referaty Warszawa rezydencjonalna XVI – XVIII wieku. Czas i przestrzeń miejska w systemie obrazowania władzy (podczas Konferencji naukowej Mazowsze na pograniczu kultur w średniowieczu i nowożytności, Akademia Humanistyczna im. Aleksandra Gieysztora w Pułtusku, 14–15 września 2007), W połowie Drogi Brzeskiej (przygotował na IX Festiwal Nauki i Sztuki w Siedlcach, 2007).

## Odznaczenia
Za pracę naukową otrzymał nagrody:
- 1978 – Stowarzyszenia Historyków Sztuki,
- 1979, 1988 – indywidualne I stopnia Rektora Uniwersytetu Warszawskiego,
- 1988 – I nagroda naukowa Prymasa Polski.
- W okresie pracy zawodowej był stypendystą uniwersytetów w Turynie, Rzymie (II), Rieti, Neapolu, Mediolanie i Wiedniu.
- Za pracę dydaktyczną i organizacyjną otrzymał kilkakrotnie nagrody Rektora Uniwersytetu Warszawskiego, m.in. 1979, 1984. 1990.